# Ункулункулу
Ункулункулу («дуже, дуже старий») — в міфології зулусів першопредок, культурний герой.
Вийшовши з тростини, він як двостатева істота породжує перших людей. За іншим міфом, очерет породив перших людей: Ункулункулу і його дружину. У деяких варіантах Ункулункулу утворює перших людей з тростини. Ункулункулу навчив людей добувати вогонь, користуватися знаряддями, обробляти поля. Люди отримали від Ункулункулу худобу, стали їсти м'ясо і пити молоко. Ункулункулу дав назви всьому сущому (сонцю, місяцю, вогню та ін.). Він визначив заняття чоловіків і жінок; встановив звичаї і порядки; ввів обрізання, обряд жертвоприношення. З Ункулункулу також пов'язують походження смерті. Ункулункулу відправив до людей хамелеона із звісткою про те, що вони не будуть вмирати, а слідом за ним ящірку із протилежним повідомленням. Так як хамелеон затримався в дорозі, ящірка прийшла першою.